# 凯宾斯基酒店
凱賓斯基酒店（英文：Kempinski Hotels S.A.）是一家酒店管理公司。

## 历史
1897年以Hotelbetriebs-Aktiengesellschaft之名创始于德国柏林，總部位于瑞士日內瓦，是歐洲最古老的豪華酒店集團。目前在全球31個國家經營著76家豪華酒店。

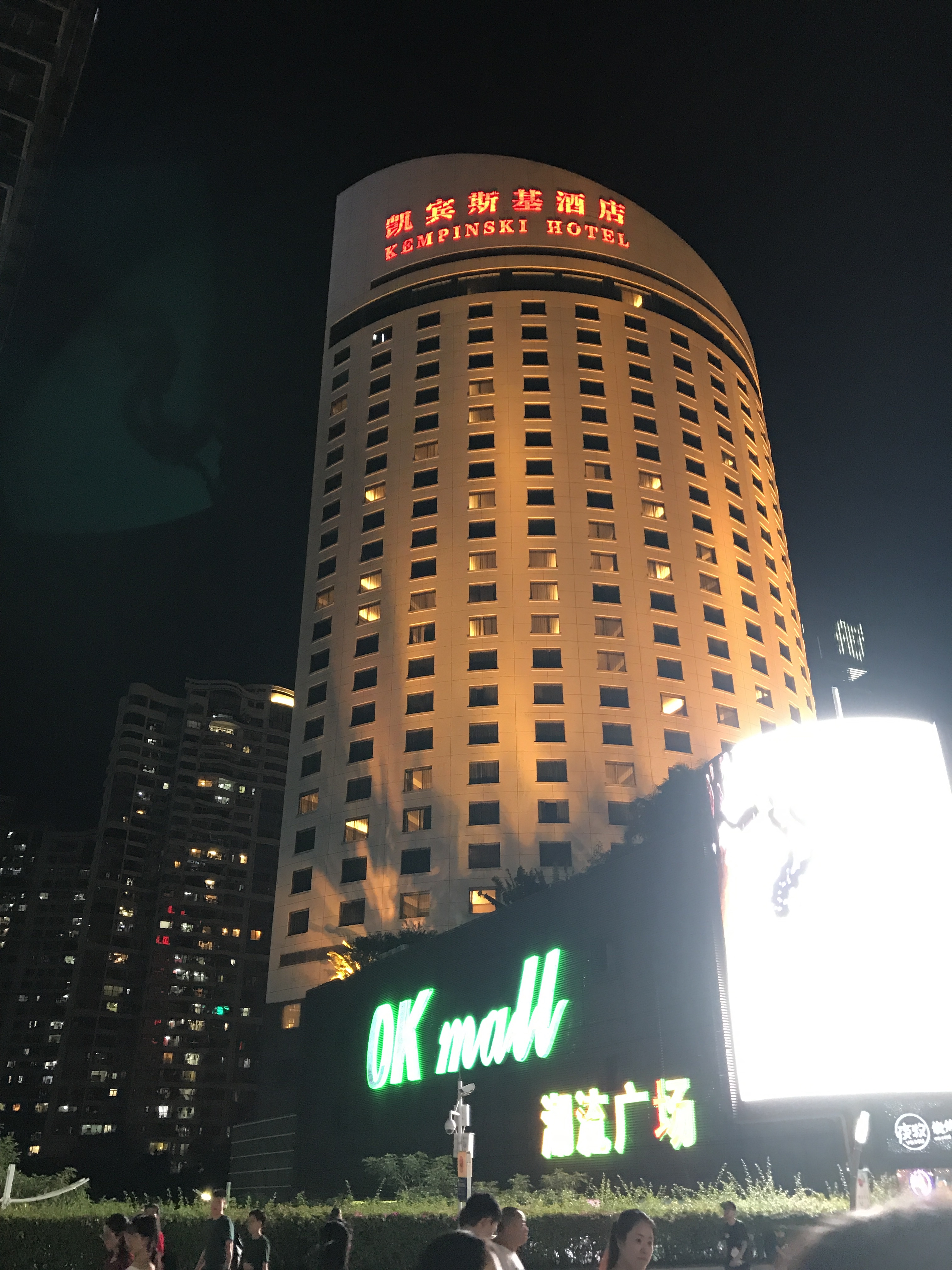
深圳凯宾斯基酒店

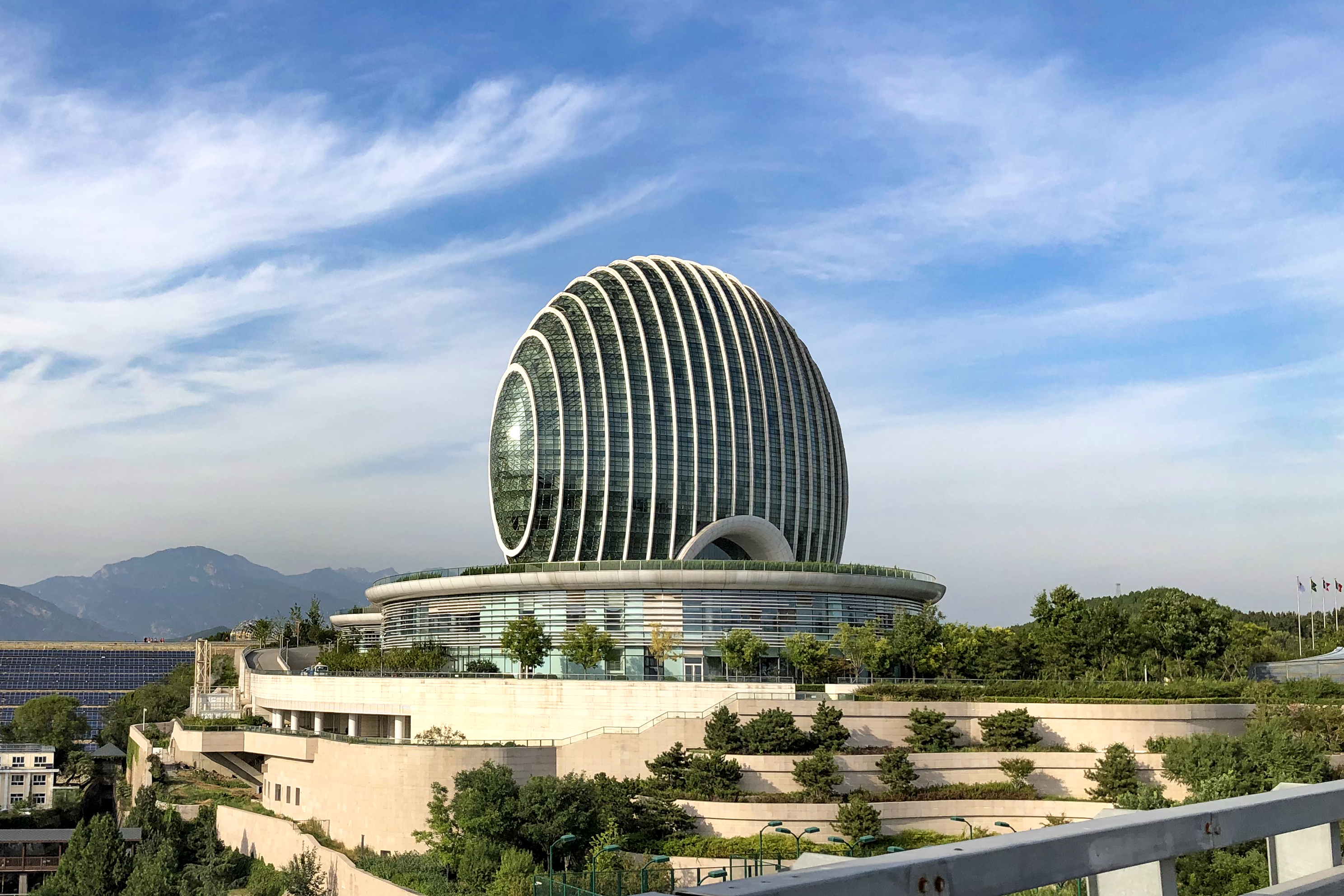
北京日出东方凯宾斯基酒店

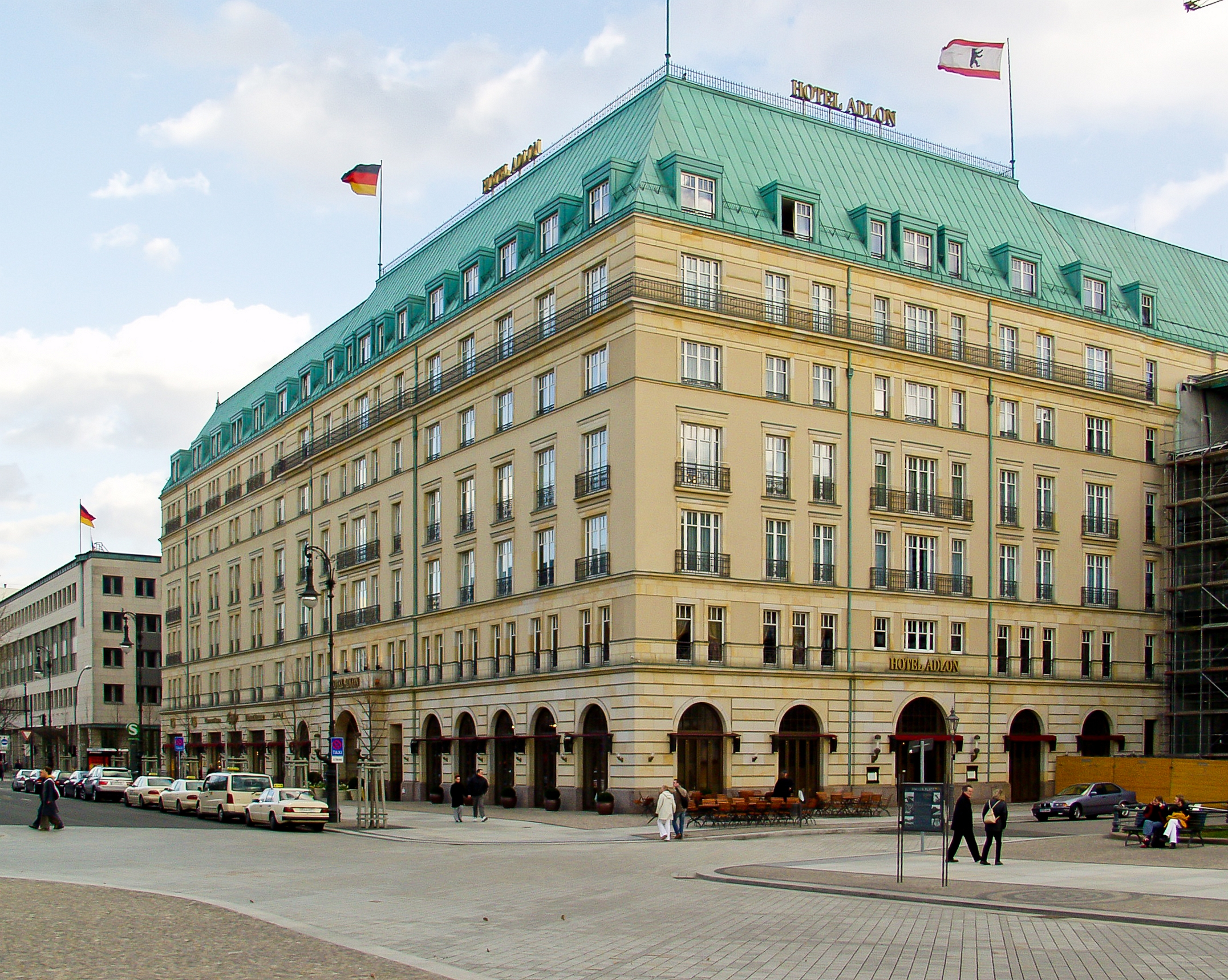
柏林阿德龍凯宾斯基酒店

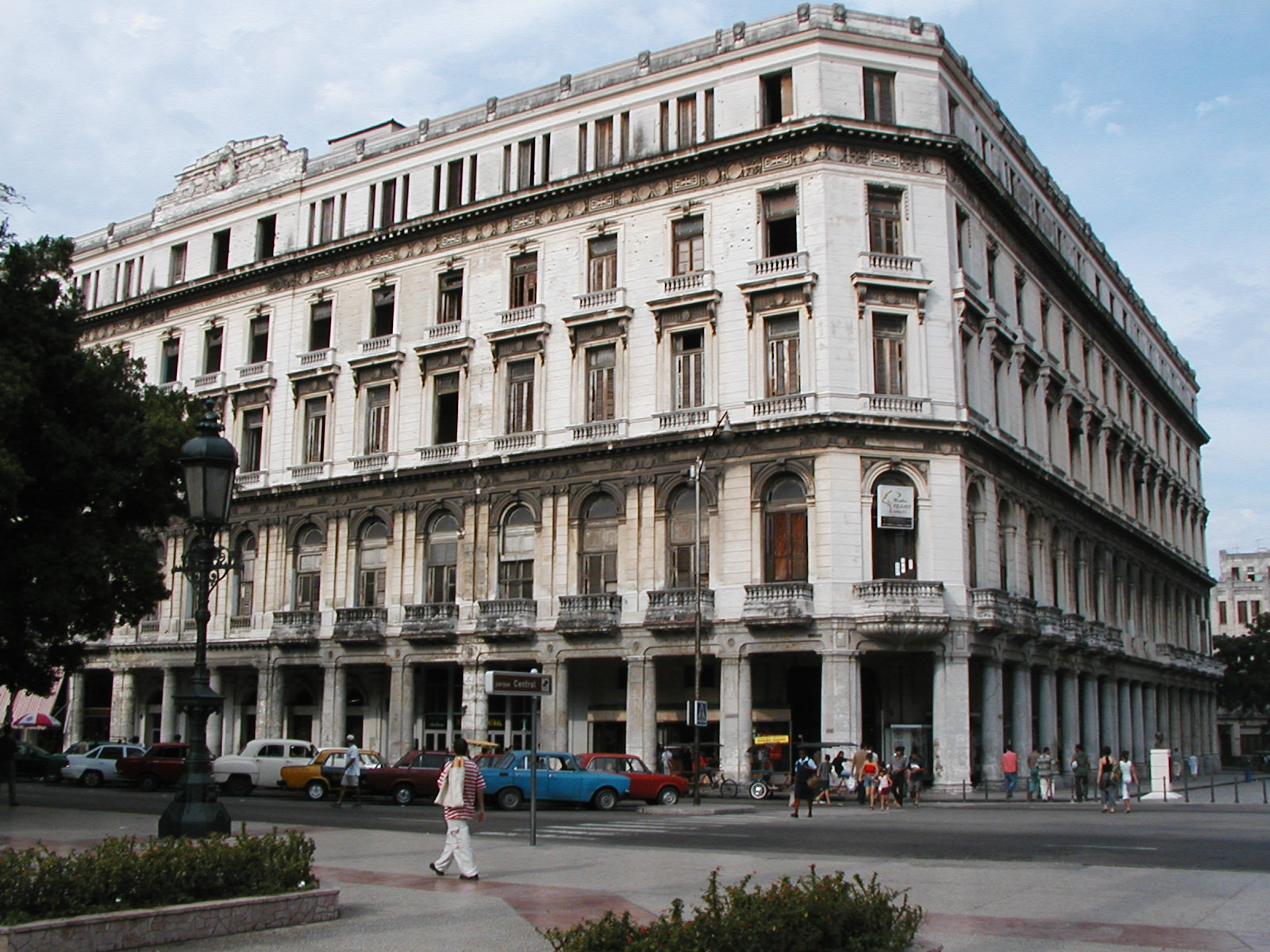
哈瓦那凱宾斯基酒店

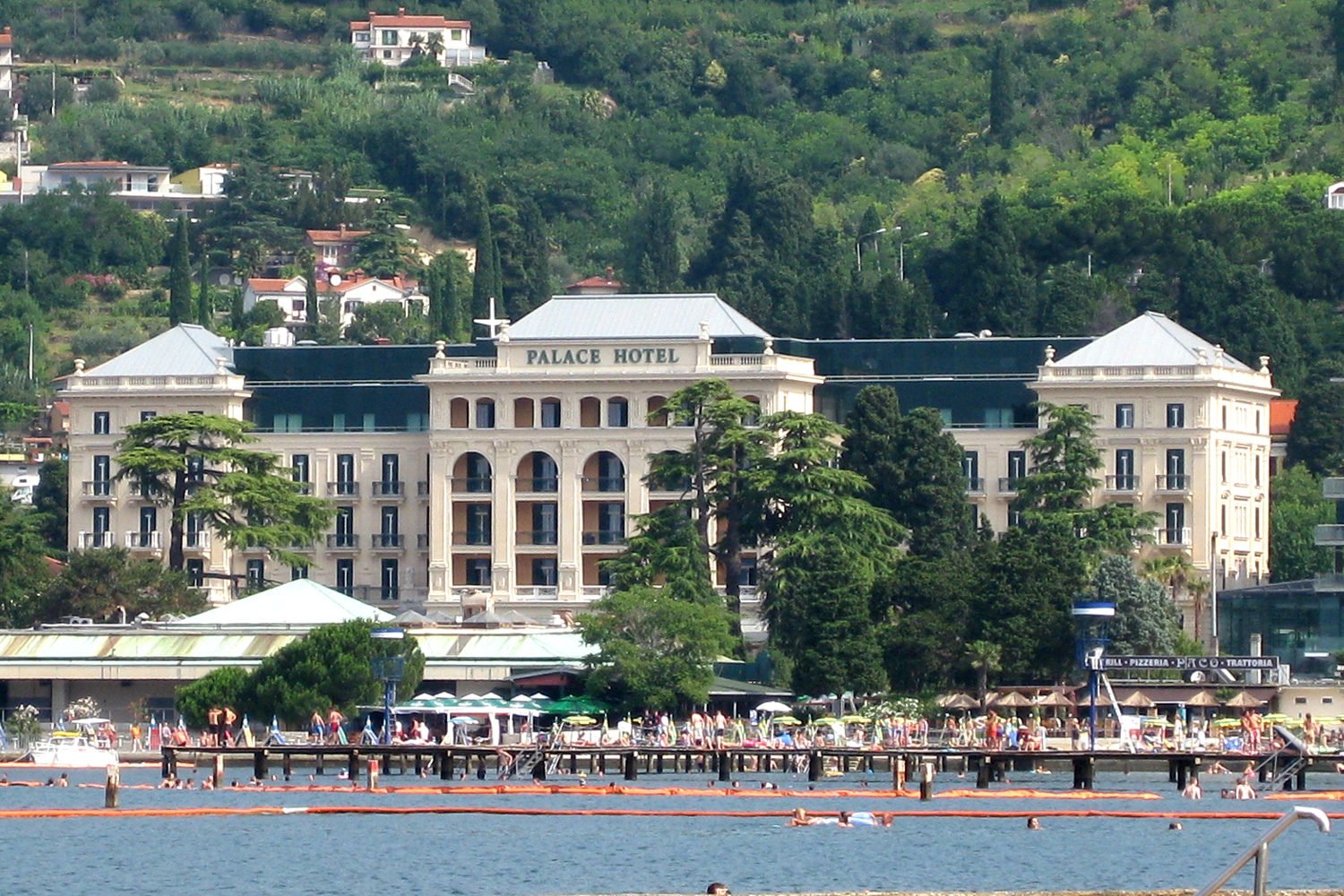
波爾托羅凱宾斯基酒店

1994年後，泰国汇商银行等泰国投资者控股了该公司。2017年，该公司大部分股权被售予巴林王室。
凱賓斯基酒店也是全球酒店聯盟的成員。

## 分店
凱賓斯基酒店在世界主要城市及度假區設有酒店，包括以下國家與地區：
亞洲
- 中國－北京、長沙、成都、重慶、大連、福州、廣州、貴陽、杭州、惠州、濟南、南京、上海、沈陽、深圳、蘇州、太原、廈門
- 印尼－巴厘島、雅加達
- 馬來西亞－吉隆坡
- 蒙古－烏蘭巴托
- 新加坡
- 泰國－曼谷

歐洲
- 奧地利－維也納
- 德國－柏林、德累斯頓、法蘭克福、漢堡、慕尼黑、聖莫里茲
- 意大利－威尼斯
- 匈牙利－布達佩斯
- 立陶宛－維爾紐斯
- 拉脫維亞-里加
- 俄羅斯－莫斯科、聖彼得堡
- 斯洛文尼亞－波爾托羅
- 西班牙－埃斯特波納
- 瑞士－聖莫里茨
- 土耳其－愛琴海、博德魯姆、伊斯坦布爾

中東
- 以色列－特拉維夫
- 約旦－死海
- 黎巴嫩－貝魯特
- 科威特－祖萊亞
- 卡達爾－多哈
- 沙地阿拉伯－寇巴爾、麥加
- 阿聯酋－阿布扎比、迪拜

非洲
- 埃及－開羅、吉薩、紅海

中美洲
- 古巴－哈瓦那